# Mondo TV
Mondo TV – włoska firma zajmująca się produkcją i dystrybucją seriali animowanych. Założona przez Orlando Corradi w 1985 roku w Rzymie.

## Wybrane seriale animowane
- 1989-1990: Księga dżungli
- 1990: Krzysztof Kolumb
- 1990-1992: Robin Hood
- 1994-1995: Królewna Śnieżka
- 1996: Kopciuszek
- 1996-1997: Zorro
- 1998: Przygody Sandokana